# Nothomb (plaats)
Nothomb (Luxemburgs: Noutem, Waals: Notombe, Duits: Nothum) is een plaats in de Belgische provincie Luxemburg en sinds de gemeentelijke herindeling van 1977 in het arrondissement Aarlen een deelgemeente van Attert waarvan het oorspronkelijk deel uitmaakte en in 1923 afgesplitst werd als zelfstandige gemeente. In 1839 bij de afsplitsing van het Groothertogdom Luxemburg werd Nothomb ingedeeld bij het groothertogdom om in 1843 terug deel uit te maken van België.

## Demografische ontwikkeling
- Bronnen:NIS, Opm:1831 tot en met 1970=volkstellingen, 1976= inwoneraantal op 31 december

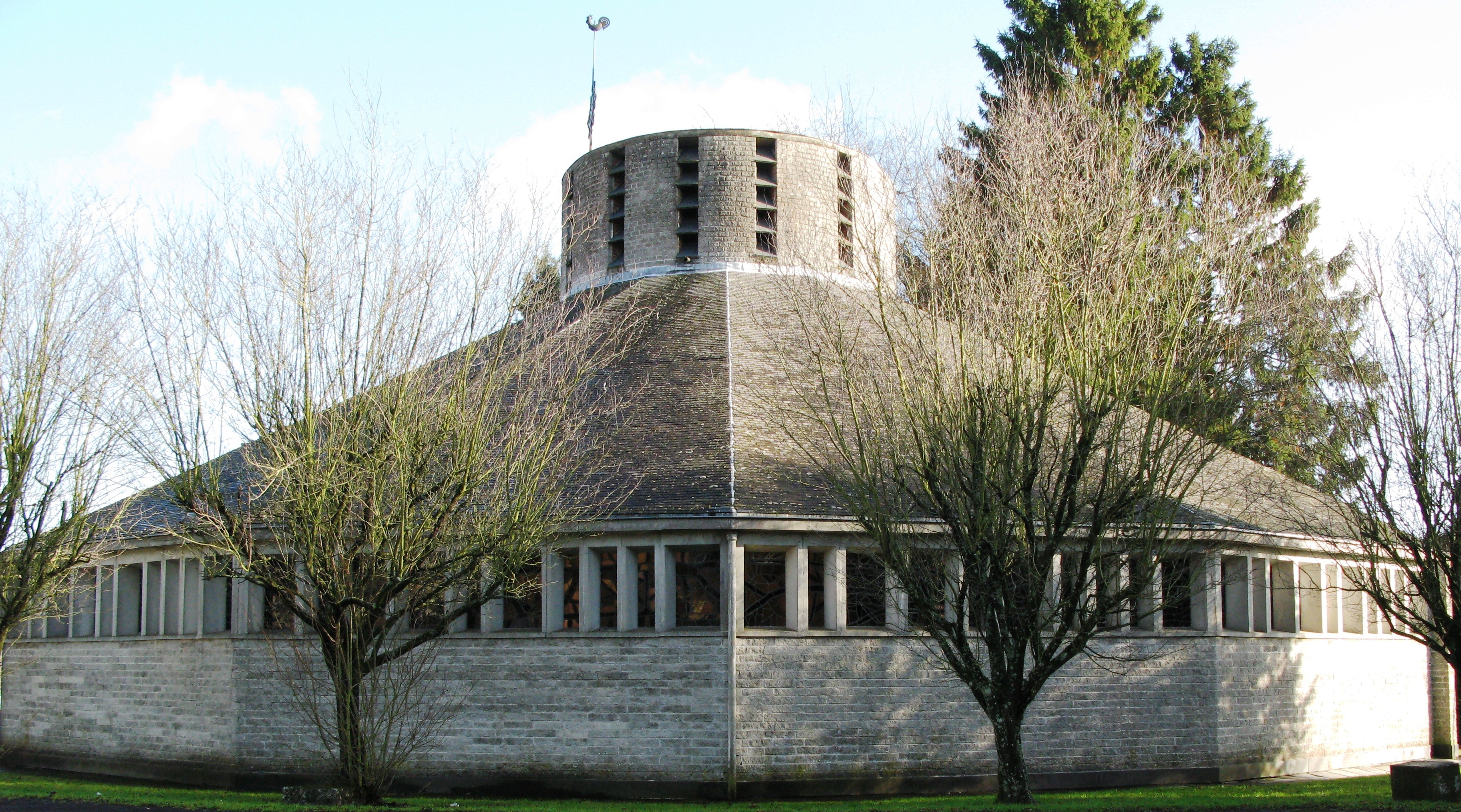
De kerk van Nothomb

Deelgemeenten: Attert · Nobressart · Nothomb · Thiaumont · Tontelange

Overige kernen: Almeroth · Grendel · Heinstert · Lischert · Lottert · Louchert · Luxeroth · Metzert · Parette · Post · Rodenhoff · Schadeck · Schockville

Belgische gemeenten · Arrondissement Aarlen · Luxemburg · Wallonië